# Coussay-les-Bois
Coussay-les-Bois is een gemeente in het Franse departement Vienne (regio Nouvelle-Aquitaine) en telt 819 inwoners (2005). De plaats maakt deel uit van het arrondissement Châtellerault.

## Geografie
De oppervlakte van Coussay-les-Bois bedraagt 43,3 km², de bevolkingsdichtheid is 18,9 inwoners per km².
De onderstaande kaart toont de ligging van Coussay-les-Bois met de belangrijkste infrastructuur en aangrenzende gemeenten.

## Demografie
Onderstaande figuur toont het verloop van het inwonertal (bron: INSEE-tellingen).

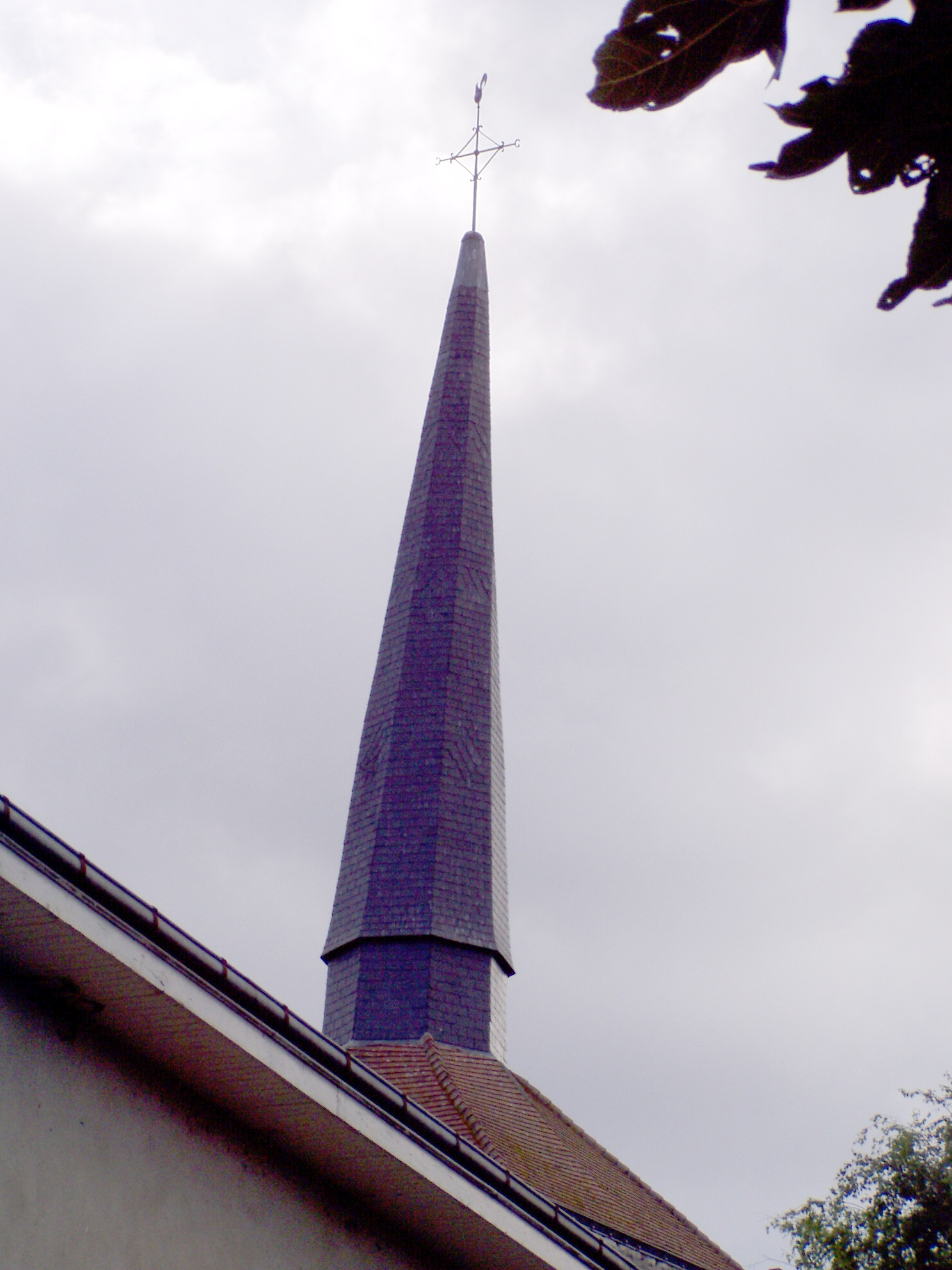
Gedraaide toren op de Sint-Martin